# Tethya parvistella
Tethya parvistella är en svampdjursart som först beskrevs av Baer 1906.  Tethya parvistella ingår i släktet Tethya och familjen Tethyidae. Inga underarter finns listade i Catalogue of Life.